# Zdenekiana squama
Zdenekiana squama är en stekelart som beskrevs av Lars Huggert 1979. Zdenekiana squama ingår i släktet Zdenekiana och familjen puppglanssteklar. Inga underarter finns listade i Catalogue of Life.